# Jeff Butler
Jeff Butler (8 gennaio 1934 – 21 aprile 2017) è stato un allenatore di calcio inglese.

## Biografia
Sposato con Valerie, ebbe quattro figli. È morto in patria nel 2017 dopo una lunga malattia.

## Carriera
Tra il 1982 ed il 1986 ha vinto quattro campionati zambiani con il Nkana Red Devils, tra cui il primo nel 1982, che fu la prima affermazione del club di Kitwe, senza una sola sconfitta, con dieci vittorie e dodici pareggi.
Nel 1984 viene nominato commissario tecnico dello Zambia.
Nel 1987 si trasferisce in Egitto per guidare l'Al-Ahly.
Dal 1988 al 1996 lega il suo nome ai Kaizer Chiefs, guidando il club sudafricano in quattro occasioni distinte.
Voluto fortemente dal proprietario e fondatore Kaizer Motaung, nella prima esperienza con i Chiefs vince nel 1989 il campionato, la coppa di lega e la BP Top Eight Cup.
Ritornato alla guida del club di Soweto nel 1992, vince un altro campionato e un'altra BP Top Eight Cup.
Nel 1992 venne scelto come primo allenatore della nazionale di calcio del Sudafrica, appena riammesso in seno alla FIFA. Venne però scoperto che Butler falsificò il suo curriculum, spacciando per sua la carriera sportiva del quasi omonimo Geoff Butler, ingannando anche i dirigenti della SAFA che lo assunsero come commissario tecnico dei Bafana Bafana. L'inganno venne in breve scoperto e Jeff Butler licenziato.
Terminata ignominiosamente l'esperienza con i Bafana Bafana, Butler torna agli Chiefs con cui vince il suo terzo campionato sudafricano, la Coppa del Sudafrica e la terza BP Top Eight Cup. Nell'ultimo periodo con gli  Chiefs, dal 1995 al 1996, non vinse alcun titolo.
Nel 1994 ha allenato il M. Sundowns.
Nel 1999 ricopre l'incarico di commissario tecnico del Botswana.

## Palmarès

### Competizioni nazionali
- Campionato di calcio dello Zambia: 4

Nkana Red Devils: 1982, 1983, 1985, 1986
- Campionato sudafricano di calcio: 3

Kaizer Chiefs: 1989, 1991, 1992
- Coppa di Lega sudafricana: 1

Kaizer Chiefs: 1989
- MTN 8: 3

Kaizer Chiefs: 1989, 1991, 1992
- Coppa del Sudafrica: 1

Kaizer Chiefs: 1992